# Monocreagra
Monocreagra is een geslacht van vlinders van de familie tandvlinders (Notodontidae), uit de onderfamilie Dioptinae.

## Soorten
- M. disconnexa Dognin, 1911
- M. orthyades Druce, 1893
- M. pheloides Felder, 1874
- M. unimacula Warren, 1897